# バッジカ語
バッジカ語（バッジカご、英: Bajjika）は、マイティリー語の方言と考えられている言語である。インドのビハール州の北西部およびネパールの隣接地域で話されている。

## 地域
バッジカ語は、インド東部のビハール州のサマスティープル県、ムザッファルプル県、ヴァイシャーリー県、東チャンパラン県、西チャンパラン県、および、ネパール南東部の第二州のサルラヒ郡、マホッタリ郡、ラウタハト郡で話されている。